# 쑨자위
쑨자위(중국어 간체자: 孙佳雨, 정체자: 孫佳雨, 병음: Sūn Jiāyǔ, 한자음: 손가우, 1995년 10월 21일 ~ )는 중국의 배우이다.

## 출연작

### 드라마
- 2016년 베이징 텔레비전 품질극장 《아적애정당상료전쟁》 - 진여옥 역
- 2016년 아이치이 웹드라마 《최호적아문》 - 진설군 역
- 2016년 아이치이 웹드라마 《여죄》 - 안가옥 역
- 2017년 선전 위성 텔레비전 황금극장 《은형적시방》 - 루이펑 역
- 2017년 저장 위성 텔레비전 중국람극장 《하소동난, 하소하량》 - 막가보 역
- 2020년 동방 위성 텔레비전 동방극장 《안가 : Selling Dream》 - 주산산 역
- 2020년 동방 위성 텔레비전 동방극장 《재일기》 - 채우훤 역
- 2021년 CCTV-8 황금강당극장 《무당일검》 - 남수령 역
- 2021년 장쑤 위성 텔레비전 행복극장 《심도원계획》 - 모리 역
- 2021년 유쿠 웹드라마 《욕화》 - 진흔 역
- 2021년 CCTV-8 황금강당극장 《대수》 - 주혜 역
- 2023년 텐센트 웹드라마 《모색심약》 - 진란 역